# Olivier van Diksmuide
Olivier van Diksmuide of van Dixmude († 1459) was een patriciër, stadsbestuurder en auteur uit Ieper, aan wie een 15e-eeuwse stadskroniek wordt toegeschreven.

## Leven
Olivier van Diksmuide kwam uit een vooraanstaande Ieperse familie. Zijn ouders waren Pieter van Diksmuide en Catharina Godericx. Hij was een kleinzoon van ridder Denis van Diksmuide. In de jaren 1423-1456 vervulde hij bijna constant functies in het stadsbestuur, meestal als schepen of als raad, maar ook als tresorier. In 1436, 1441, 1446 en 1450 was hij voorschepen.

## Kroniek van Olivier van Diksmuide
De kroniek die aan Olivier wordt toegeschreven behandelt de lokale en regionale geschiedenis van vooral Ieper, Vlaanderen en Brabant. Hoewel de toeschrijving aan Olivier van Diksmuide niet wordt betwist, was hij naar alle waarschijnlijkheid niet de enige auteur. Uit het verspringen tussen eerste en derde persoon en uit andere aanwijzingen valt op te maken dat meerdere schrijvers aan de tekst hebben gewerkt.
Joos Bryde voegde een appendix toe betreffende de periode 1303-1440 en er was ook een voortzetter van de kroniek in de persoon van Pieter van de Letuwe, van wiens werk de jaren 1443-1475 bewaard zijn. De structuur werd aangehouden en waarschijnlijk is opnieuw sprake van meervoudig auteurschap.